# Readymade (musicien)
Pour les articles homonymes, voir Readymade.
 (novembre 2012).
Si vous disposez d'ouvrages ou d'articles de référence ou si vous connaissez des sites web de qualité traitant du thème abordé ici, merci de compléter l'article en donnant les références utiles à sa vérifiabilité et en les liant à la section « Notes et références ».
Readymade, ou Readymade FC, de son vrai nom Jean-Philippe Verdin, est un musicien français de musique électronique, réalisateur artistique et compositeur de musique de film, né le 13 septembre 1966 à Nancy.

## Biographie

### Jeunesse et débuts
Jean-Philippe Verdin, naît à Nancy en 1966, dans une famille d'instrumentistes. Très jeune, il montre une aptitude pour le dessin et une grande facilité aux pratiques instrumentales, en particulier le piano, qu'il découvre essentiellement par le jazz. Autodidacte, il fonde alors des orchestres et différents groupes, dans lesquels il joue souvent de plusieurs instruments et commence à composer et arranger dans des styles très variés. 
En 1988, après une vie lycéenne chaotique, il demande son incorporation dans l'armée, à Berlin-Ouest, alors toujours zone occupée alliée. Il y découvre la vie underground berlinoise et la musique électronique. 
Passionné de dessin et de musique, il rentre à l’École nationale supérieure d'arts de Paris-Cergy où il commence parallèlement à composer sur ordinateur. Élève de Fred Forest, Il mêle très souvent dans son travail l'expression plastique et la composition musicale, dans des petits films plus où moins improvisés sur différents supports.  
En 1996, il est signé sur le label F Communications. 
Au sortir de l’école[Quand ?], il devient directeur artistique en Agence pendant quelques années pour le cinéma, MTV notamment, puis s'adonne totalement à sa carrière de musicien. Compositeur et DJ très vite mondialement reconnu, puis réalisateur arrangeur en France.

### 1997-2005: les années F Communications
Il sort en 1997, sous le pseudonyme Readymade, puis ReadymadeFC son premier EP intitulé Opack sur le label F Communications, salué par la critique anglaise.
En 1998, il compose un deuxième EP, Dynamo, toujours sur le même label salué par le New Musical Express  disque du mois. 
Parallèlement à son travail personnel, il est très vite sollicité par des artistes tels que : Étienne Daho, Jacno, Alain Chamfort, Barbara Carlotti, Luz Casal ou Archie Shepp, en tant qu'arrangeur, réalisateur ou compositeur.
En 2001, Verdin compose Bold, sorte de manifeste electronica à l'écriture très épurée et minimale[Interprétation personnelle ?]. Il y compose un thème pour le chanteur anglais David Sylvian, ainsi que pour le rappeur Juice Aleem (en).[réf. nécessaire] Malgré son avant-garde revendiquée, cet album, salué comme précurseur en France[Interprétation personnelle ?], se vendra à 30 000 exemplaires et prêtera son premier titre, Funiculaire, au film publicitaire Coca-Cola.[réf. nécessaire]
À la même époque, il remixe entre autres Serge Gainsbourg, Chet Baker, Henri Salvador, David Sylvian et se produit dans le monde entier, particulièrement à Tokyo et Berlin. Il fait la première partie du duo anglais Underworld à Paris, ainsi que de Röyksopp, fait une tournée française aux côtés de Carl Craig tout en poursuivant son travail de réalisateur et ses collaborations.[réf. nécessaire]
L'année suivante, Verdin rencontre Hedi Slimane, styliste de Dior Homme qui le sollicite pour la composition musicale de ses défilés. De cette collaboration découlera un album FME, le dernier sorti chez FCommunication regroupant son travail pour deux saisons et « préfacé » par Slimane.[réf. nécessaire] 
Parallèlement à son travail personnel, il est très vite sollicité par des artistes tels que : Étienne Daho, Jacno, Alain Chamfort, Barbara Carlotti, Luz Casal ou Archie Shepp, en tant qu'arrangeur, réalisateur ou compositeur.

### 2005-2007: transition musicale
Verdin créé un autre pseudonyme Akzidenz Grotesk, personnage imaginaire moitié chilien, moitié islandais et produit une série de titres assez sombres sur le label suisse « Mental Groove ». Très vite le morceau Isbjorn émerge et devient no 1 dans de nombreuses playlists, dont celle du DJ allemand Sven Vath en 2006.[réf. nécessaire]
La même année, Verdin compose Babilonia, album pop aux textures à la fois acoustiques et électroniques, précurseur du « neo-Folk »[Interprétation personnelle ?]. Il se rapproche de groupes comme Midlake et signe sur le label Peacefrog. Il y chante pour la première fois, accompagné de Feist, Yaël Naim et David Sylvian, notamment le single : The Only One.[réf. nécessaire]

### À partir de 2008
En 2008, il compose un titre pour l'édition « Sound Issue » du magazine new yorkais Visionaire parmi une centaine d'artistes internationaux[réf. nécessaire] tel que Yoko Ono, Michael Stipe ou Sonic Youth.
L'année suivante, Verdin s'intéresse à la musique de film et compose la bande originale du film Lol. Le succès commercial de ce film et son adaptation aux États-Unis le propulse en compositeur et interprète de chansons pop de premier rang[non neutre], notamment pour le cinéma. L'année suivante : Tout ce qui brille, puis L'Âge de raison. 
En 2013, il est membre du Jury au Festival International du Film des Arcs. 

## Discographie

### Albums studio
2023 : I Can Change (groenlandrecords)

## Récompenses
- Prix Constantin 2008 pour la réalisation et la composition de l'album de Daphné.
- Double Disque d'Or pour la réalisation de l'album Michel Delpech &...
- Double Disque d'Or pour la réalisation de l'album de La Grande Sophie Et si c'était moi.
- Meilleure musique de film au Festival de Fleury-Mérogis 2010 pour le film LOL.